# Luca Turilli
Luca Turilli (Trieste, 5 marzo 1972) è un compositore, arrangiatore e produttore discografico italiano, impegnato in molteplici progetti musicali.
Avendo sempre dichiarato di amare la musica a 360 gradi, Turilli si è dedicato a molteplici generi musicali, che vanno dalla dance e dalla musica elettronica delle sue prime composizioni al metal sinfonico e cinematografico ispirato al mondo delle colonne sonore fino ad arrivare alle più recenti e moderne composizioni pop / rock e per pianoforte solista delle sue produzioni attuali.

## Biografia
Fin da giovane si interessa alla musica classica. A 16 anni intraprende gli studi di chitarra e a 22 quelli di pianoforte.
Nel 1990 conosce Alessandro Staropoli con cui fonderà tre anni più tardi la symphonic power metal band Thundercross (di cui è stato anche cantante prima di Cristiano Adacher), che prenderà poi il nome Rhapsody e in seguito Rhapsody of Fire, di cui è stato il chitarrista e co-compositore/produttore assieme al tastierista Alex Staropoli fino al 2011.
Nel 1999 ha abbandonato il suo paese natio per spostarsi oltralpe (a Lione) dopo aver conosciuto la sua attuale compagna francese Nadia (spesso 'special guest' on stage nelle date live dei Rhapsody) e dove ha vissuto per circa tre anni. In seguito è tornato a Trieste, dove ha comprato casa e dove vive tuttora con la stessa Nadia.
Prima di dedicarsi alla chitarra a tempo pieno, mirava a diventare militare (paracadutista), sogno che non poté coronare a causa di un tumore, da cui guarì.
Da solista ha pubblicato vari album: il primo, King of the Nordic Twilight esce nel 1999 ottenendo eccellenti consensi da pubblico e critica, seguito tre anni dopo da Prophet of the Last Eclipse e nel corso del 2006 esce il suo terzo album solista intitolato The Infinite Wonders of Creation. In contemporanea con gli album sono usciti i singoli The Ancient Forest of Elves (1999) e Demonheart (2002). Tutti i suoi album sono entrati nelle principali classifiche europee e con i Rhapsody ha superato il milione di copie vendute.
Il 2006 è anche l'anno della prima release per la sua nuova band, i Luca Turilli's Dreamquest, con l'album Lost Horizons. In questa nuova band Luca si fa conoscere come compositore eclettico (presentando un genere di musica tra il pop elettronico e il symphonic electro-metal, cantato dalla misteriosa soprano MYST), ma soprattutto come tastierista, lasciando il lavoro chitarristico nelle sapienti mani del suo amico Dominique Leurquin, presente anche come 'special guest' nelle date live dei Rhapsody of Fire.
Verso la fine del 2008, ha creato un corso di chitarra online chiamato "Luca Turilli's Neoclassical Revelation". Il corso prende il nome dal suo stile chitarristico neoclassico.
Nell'agosto 2011, qualche tempo dopo aver pubblicato l'ultimo album relativo alla saga heroic-fantasy su cui erano basati tutti i testi e la musica di Rhapsody (Of Fire) fino a quel momento, Turilli e Staropoli hanno deciso di interrompere la loro collaborazione e procedere a un divorzio amichevole. Alex ha accettato di continuare come Rhapsody of Fire e Luca con i Luca Turilli's Rhapsody, aggiungendo il suo nome sopra il logo per motivi di copyright e vecchi problemi legali. Nel 2015, dopo l'album di esordio Ascending to Infinity, la Nuclear Blast ha pubblicato quello che è stato definito da Turilli come uno degli album più importanti della sua carriera: Prometheus, Symphonia Ignis Divinus. Quell'album è stato il primo in assoluto a essere missato in Dolby Atmos e la musica dello stesso è stata utilizzata da Dolby e Yamaha per promuovere la tecnologia Dolby Atmos in tutto il mondo.
Da novembre 2016 a marzo 2018 Turilli, con i suoi ex compagni di band Fabio Lione e Alex Holzwarth, che nel frattempo avevano lasciato anche loro i Rhapsody of Fire, ha celebrato il ventesimo anniversario del secondo album dei Rhapsody intitolato Symphony of Enchanted Lands in un tour d'addio che li ha visti suonare in tutto il mondo. A causa del successo di tale tour e delle relative pressioni di promoter e fan, Turilli e Lione si sono sentiti quasi obbligati a continuare. Nel dicembre 2018, è stato quindi annunciato che Turilli, Lione ed ex membri dei Rhapsody of Fire si sarebbero riuniti per registrare nuovo materiale sotto il nome di "Turilli / Lione Rhapsody", sottolineando a mezzo stampa che dopo il tour d'addio avrebbero accettato di proseguire a nome Rhapsody solo se la nuova band avesse portato sul tavolo qualcosa di veramente innovativo rispetto al sound degli esordi. È stato quindi realizzato un nuovo album intitolato Zero Gravity (Rebirth and Evolution) più vicino agli attuali gusti musicali di Turilli e Lione e influenzato da un suono moderno e anche da band come Queen e Dream Theater. Come nel caso degli album targati Luca Turilli's Rhapsody, i testi parlano di scienza, metafisica, psicologia, antropologia e sono in generale legati ai misteri della vita - la più grande passione di Luca Turilli da sempre e soprattutto dopo quello che ha iniziato a scoprire grazie alle sue pratiche di yoga e meditazione.
Nel 2020 lavora all'album di esordio della sua nuova band che presenta un suono pop / rock moderno nello stile di alcuni dei suoi artisti preferiti come Adele e band come Muse e Imagine Dragons, arricchiti da musica elettronica, etnica e tutti quegli elementi moderni e sinfonici che ora sono un vero marchio nella sua discografia.
Inoltre, essendo il pianoforte il suo strumento preferito, ha iniziato a lavorare al suo primo album di "emotional piano", con pezzi per piano solista talvolta arricchiti da alcune parti orchestrali e corali, nella tradizione di artisti come Yann Tiersen, Ludovico Einaudi e Yiruma, alcuni dei noti compositori di pianoforte del nostro tempo e una vera ispirazione per lui, sottolineando ancora una volta la sua necessità di continue sfide artistiche e la necessità di esprimersi a 360 gradi.

## Equipaggiamento
Home Studio privato: per comporre e arrangiare la sua musica, Luca Turilli utilizza un template di oltre 7.000 tracce basato sul software Cubase. Usa un computer principale basato su un doppio processore Intel Xeon e due PC "slave" aggiuntivi per un totale di 256 GB di RAM. Tutti i suoni del template si trovano su un totale di 8 SSD. Vienna Ensemble Pro è il software aggiuntivo che Turilli utilizza affinché Cubase possa "comunicare" con i suoni presenti sul PC principale e sui due slave.
Chitarre: Turilli utilizza chitarre elettriche personalizzate "Luca Turilli" realizzate dal liutaio francese Christophe Capelli. Ne ha quattro (nera, bianca, blu e rossa) che fanno parte della prima serie (Neoclassical Revelation Series) e tre (nera, bianca e rossa) che fanno parte della nuova serie "Neoclassical revelation 2.0". Specifiche: Le sue nuove chitarre esclusive presentano un pickup DiMarzio Tone Zone nella posizione del ponte e DiMarzio Air Norton nella posizione del manico. Sono inoltre dotati di manici in acero, tastiere in ebano a 22 tasti con intarsi personalizzati ("Tree of Life") e sistemi tremolo Lo-Pro Edge Ibanez. Il legno usato per il corpo è di ontano.
Turilli utilizza chitarre acustiche Furch e Gibson.
Pianoforti: Turilli possiede pianoforti Kawai e Schulze Pollmann.

## Ispirazione e stile esecutivo
Luca Turilli è stato influenzato da chitarristi come Yngwie Malmsteen, Marty Friedman e in particolare Jason Becker che Turilli considera il più grande di sempre, affermando che il suo album solista Perpetual Burn e i due album realizzati con la sua band Cacophony sono il manuale del fraseggio neoclassico per eccellenza, album a suo dire ancora oggi inarrivabili per progressioni armoniche, inventiva e genialità. Il suo modo di suonare spesso include un ampio uso di arpeggi (sweep picking) e frasi classicamente influenzate da scale come quella relativa al modo Eolio, Frigio, Locrio, l'armonica minore e la melodica minore. Nei suoi ultimi album ha introdotto anche nuovi elementi più ricercati (scale esatonali e cromatiche) e anche e soprattutto etnici (Hirajoshi e scale pentatoniche).
A livello di pianoforte, le sue principali influenze sono i pianisti romantici come Chopin e i compositori contemporanei come Ludovico Einaudi, Yann Tiersen, Yiruma e Philip Glass.

## Discografia

### Solista

#### EP
- 1999 - The Ancient Forest Of Elves
- 2002 - Demonheart

#### Album
- 1999 - King of the Nordic Twilight
- 2002 - Prophet of the Last Eclipse
- 2006 - The Infinite Wonders of Creation

### Luca Turilli's Dreamquest
- 2006 - Lost Horizons

### Rhapsody

#### Demo
- 1994 - Land of Immortals
- 1995 - Eternal Glory
- 2001 - Old Battle Songs

#### Album in studio
- 1997 - Legendary Tales
- 1998 - Symphony of Enchanted Lands
- 2000 - Dawn of Victory
- 2002 - Power of the Dragonflame
- 2004 - Symphony of Enchanted Lands II: The Dark Secret

#### Raccolte
- 2004 - Tales from the Emerald Sword Saga

#### Album dal vivo
- 2006 - Live in Canada 2005 - The Dark Secret

#### EP
- 2001 - Rain of a Thousand Flames
- 2004 - The Dark Secret

#### Singoli
- 1998 - Emerald Sword
- 2000 - Holy Thunderforce
- 2005 - The Magic of the Wizard's Dream

### Rhapsody of Fire

#### Album in studio
- 2006 - Triumph or Agony
- 2010 - The Frozen Tears of Angels
- 2011 - From Chaos to Eternity

#### Raccolte
- 2008 - Twilight Symphony

#### EP
- 2010 - The Cold Embrace of Fear

### Luca Turilli's Rhapsody
- 2012 - Ascending to Infinity
- 2015 - Prometheus Symphonia Ignis Divinus
- 2016 - Prometheus, The Dolby Atmos Experience + Cinematic And Live

### Turilli/Lione Rhapsody
- 2019 - Zero Gravity (Rebirth and Evolution)

### Altre collaborazioni
- 2001 - Dyslesia - Who Dares Wins
- 2003 - Kamelot - Epica
- 2012 - Kamelot - Silverthorn

## Videografia

### Con i Rhapsody of Fire
- 2000 - Emerald Sword (videoclip presente nell'edizione limitata di Dawn of Victory)
- 2000 - Holy Thunderforce (videoclip presente nell'edizione limitata di Dawn of Victory)
- 2000 - Wisdom of the Kings (videoclip presente nell'edizione limitata di Dawn of Victory)
- 2001 - Rain of a Thousand Flames (videoclip presente nell'edizione limitata di Rain of a Thousand Flames)
- 2002 - Power of the Dragonflame (videoclip presente nel DVD dell'edizione limitata di Power of the Dragonflame)
- 2004 - Unholy Warcry (videoclip presente nell'edizione limitata di The Dark Secret)
- 2005 - The Magic of the Wizard's Dream - videoclip (featuring Christopher Lee)
- 2010 - Sea Of Fate

### Come solista
- 1999 - The Ancient Forest of Elves (videoclip presente nell'edizione limitata di King of the Nordic Twilight)

### Con i Luca Turilli's Rhapsody
- 2012 - Dark Fate of Atlantis (disponibile sul web dopo l'uscita dell'album Ascending to Infinity e con la versione limitata dello stesso)
- 2012 - Clash Of The Titans/Walking Dead Remix (disponibile sul web dopo l'uscita dell'album Ascending to Infinity)

### Con i Turilli/Lione Rhapsody
- 2019 - Zero Gravity (disponibile sul web dopo l'uscita dell'album Zero Gravity - Rebirth and Evolution -)